# Virgil Nestorescu

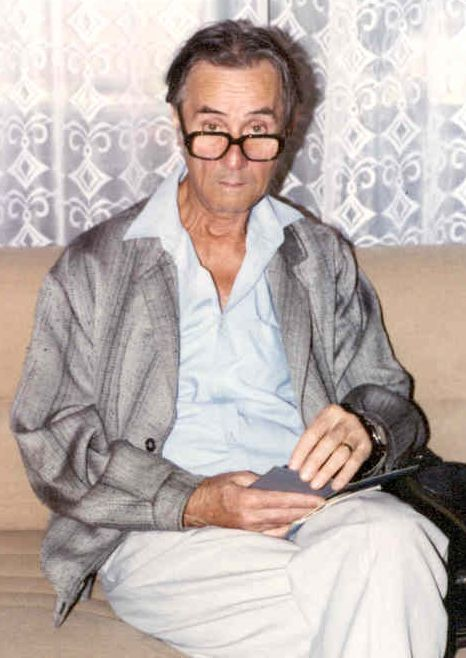
Virgil Nestorescu auf der PCCC-Tagung 1993 in Bratislava

Virgil Nestorescu (* 8. Februar 1929 in Buzău; † 21. Juni 2018) war ein rumänischer Slawist und Schachkomponist.

## Leben
Nestorescu war Sprachwissenschaftler für Slawistik. Er promovierte zum Thema Lipowanische Mundarten in Rumänien. Phonetik und Philologie. Im Bukarester Institut für Sprachwissenschaften leitete er in den letzten Jahren seiner beruflichen Tätigkeit das Referat für zweisprachige Lexikografie. Seine Arbeiten umfassten rumänisch-slawische Sprachkontakte, Etymologie, die Geschichte des rumänischen Wortschatzes und Forschungen zu Dialekten.
Nestorescu war verheiratet. Er hatte keine Kinder.

## Schachkomposition
Nach eigenen Aussagen kam Nestorescu zufällig zum Komponieren, als im Partieschach Erfolge ausblieben.
Er beherrschte sämtliche Genres der Schachkomposition. Über 400 Schachaufgaben und mehr als 200 Studien publizierte er. Besonders seine Studien machten ihn bekannt.
|   | a | b | c | d | e | f | g | h |   |
| 8 |   |   |   |   |   |   |   |   | 8 |
| 7 |   |   |   |   |   |   |   |   | 7 |
| 6 |   |   |   |   |   |   |   |   | 6 |
| 5 |   |   |   |   |   |   |   |   | 5 |
| 4 |   |   |   |   |   |   |   |   | 4 |
| 3 |   |   |   |   |   |   |   |   | 3 |
| 2 |   |   |   |   |   |   |   |   | 2 |
| 1 |   |   |   |   |   |   |   |   | 1 |
|   | a | b | c | d | e | f | g | h |   |

Lösung:

1. d6! cxd6 1. … Kxb2 2. dxc7 a1D 3. c8D remis

2. Sd1 Kb1

3. Kd3! a1D

4. Ld4! Da3

5. Sc3+ Kc1

6. Le3+ Kb2

7. Ld4 Kc1

8. Le3+ remis durch Zugwiederholung
Nestorescu wurde 1958 zum Internationalen Schiedsrichter für Schachkomposition ernannt.
Seit 2001 war er Großmeister für Schachkomposition. Von 1972 bis 1994 war Nestorescu Delegierter Rumäniens auf den PCCC-Tagungen. Er gehörte der zentralen Kommission für Schachkomposition des rumänischen Schachverbandes an.

## Veröffentlichungen
- Emilian Dobrescu; Virgil Nestorescu: Compoziția șahistă în România. Editura Stadion, București, 1974. (rumänisch)
- Emilian Dobrescu; Virgil Nestorescu: Studii de șah. Editura Sport-Turism, București, 1984. (rumänisch)
- Virgil Nestorescu: Probleme și studii alese. Gambit, București, 1999 (rumänisch)
- Virgil Nestorescu: Miniaturi in alb și negru. Gambit, București, 2003, ISBN 973-85337-1-6 (rumänisch)
- Virgil Nestorescu: Termenii de șah și aventurile lor. Gambit, București, 2012 (rumänisch)
- Virgil Nestorescu; Valeriu Petrovici, Marian Stere: Miniaturi șahiste românești-antologie. ARHIȘAH, 2014. (rumänisch)